# Casa de Lorena
La Casa de Lorena (en francés: Lorraine; en alemán: Lothringen) es una dinastía de la nobleza europea, fundada en el siglo XI por los condes de Metz y los condes de Alsacia, los hermanos Adalberto y Gerardo de Alsacia, quienes recibieron del emperador Enrique III el ducado de Lorena.

## Casa de Ardennes-Metz
En el siglo X los Condes de Metz gobernaban una serie de señoríos en Alsacia y Lorena. Documentos demuestran que en 1048 el emperador Enrique III el Negro otorgó el Ducado de Alta Lorena primero a Adalberto de Metz y luego a su hermano Gerardo, cuyos sucesores, colectivamente conocidos como Casa de Alsacia, retuvieron el título hasta la muerte de Carlos II el Calvo, en 1431.

## Casas de Vaudemont y Guisa
Luego de un breve interludio entre 1453 y 1473, cuando el ducado pasó por derecho de la hija de Carlos II a su esposo Juan de Calabria, un capetino, Lorena revirtió a la Casa de Vaudemont, una rama menor de la Casa de Lorena, en la persona de René II, quien más tarde agregó a sus títulos el de Duque de Bar. La dinastía se fortaleció a partir del siglo XV, después de la victoria de Renato II (1451-1508), Conde de Vaudémont y Duque de Lorena, en la Batalla de Nancy. Las Guerras de Religión vieron el crecimiento de una rama menor de la familia real de Lorena, la Casa de Guisa, que se convirtió en una fuerza dominante en la política francesa y, durante los últimos años del reinado de Enrique III, estuvo en el borde de la sucesión al trono de Francia. María de Guisa, madre de la reina María I de Escocia, también provenía de esta familia.
Bajo la monarquía Borbón, la rama de la Casa de Guisa, liderada por el duque d’Elbeuf, permaneció como uno de los más altos rangos de la aristocracia francesa, mientras que la rama menor de la Casa de Vaudemont continuó gobernando los ducados independientes de Lorena y Bar. Las ambiciones imperialistas de Luis XIV (que involucraron la ocupación de Lorena entre 1669-1697) forzaron a los duques a una permanente alianza con sus archienemigos, los Sacros Emperadores Romanos de la Casa de Habsburgo.
En el siglo XVIII, el duque Francisco III de Lorena, casó con la archiduquesa María Teresa de Austria y de esta forma emparentaron las Casas de Lorena y Habsburgo, dando origen a la Casa de Habsburgo-Lorena.

## Genealogía de los Duques de Lorena

### Duques de Lorena (Rama de Alsacia)
- Adalberto, duque de Lorena (1047-1048). Le sucedió su hermano:
- Gerardo, duque de Lorena (1048-1070), conde de Metz y Chatenois. Casó con Hedwiga de Namur. Le sucedió su hijo:Teodorico II, Duque de Lorena

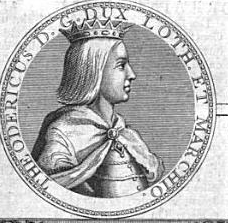
Teodorico II, Duque de Lorena

- Teodorico II, "el valiente", duque de Lorena (1070-1115). Casó con Gertrudis de Flandes. Le sucedió su hijo:
- Simón I, duque de Lorena (1115-1138). Le sucedió su hijo:
- Mateo I, duque de Lorena (1138-1176). Casó con Judith (a veces llamada Bertha) de Suavia, hija de Federico II de Suabia. Le sucedió su hijo:
- Simón II, duque de Lorena (1176-1205). Casó con Ida, hija de Gerardo I, conde de Mâcon y Vienne. Le sucedió su hermano:
- Federico I, duque de Lorena (1205-1206). Casó con Ludmila de Polonia. Le sucedió su hijo:
- Federico II, duque de Lorena (1206-1213). Casó con Inés, la hija de Teobaldo I de Bar. Le sucedió su hijo:
- Teobaldo I, duque de Lorena (1213-1220). Casó con Gertrudis de Dagsburgo, no tuvieron hijos. Le sucedió su hermano:
- Mateo II, duque de Lorena (1220-1251). Casó con casó con Caterina de Limburgo. Le sucedió su hijo:
- Federico III, duque de Lorena (1251-1302). Casó con Margarita, la hija del rey Teobaldo I de Navarra y Margarita de Borbón. Le sucedió su hijo:
- Teobaldo II, duque de Lorena (1302-1312). Casó con Isabel , señora de Rumigny. Le sucedió su hijo:
- Federico IV, duque de Lorena (1312-1328). Casó con Isabel de Austria, hija del emperador Alberto I de Habsburgo. Le sucedió su hijo:
- Rodolfo I, "el valiente", duque de Lorena (1328-1346). Casó con María de Blois, hija de Guy y Margarita de Valois. Le sucedió su hijo:
- Juan I, duque de Lorena (1346-1390). Casó con Sofía de Württemberg con quien tuvo dos hijos, Carlos (que sigue) y Federico (1369–1415), conde de Vaudémont, cuyo nieto recuperaría el ducado de Lorena casándose con la hija de Isabel.
- Carlos II, duque de Lorena (1390-1431). Casó con Margarita de Wittelsbach. Le sucedió su hija:Isabel de Lorena, reina de Nápoles

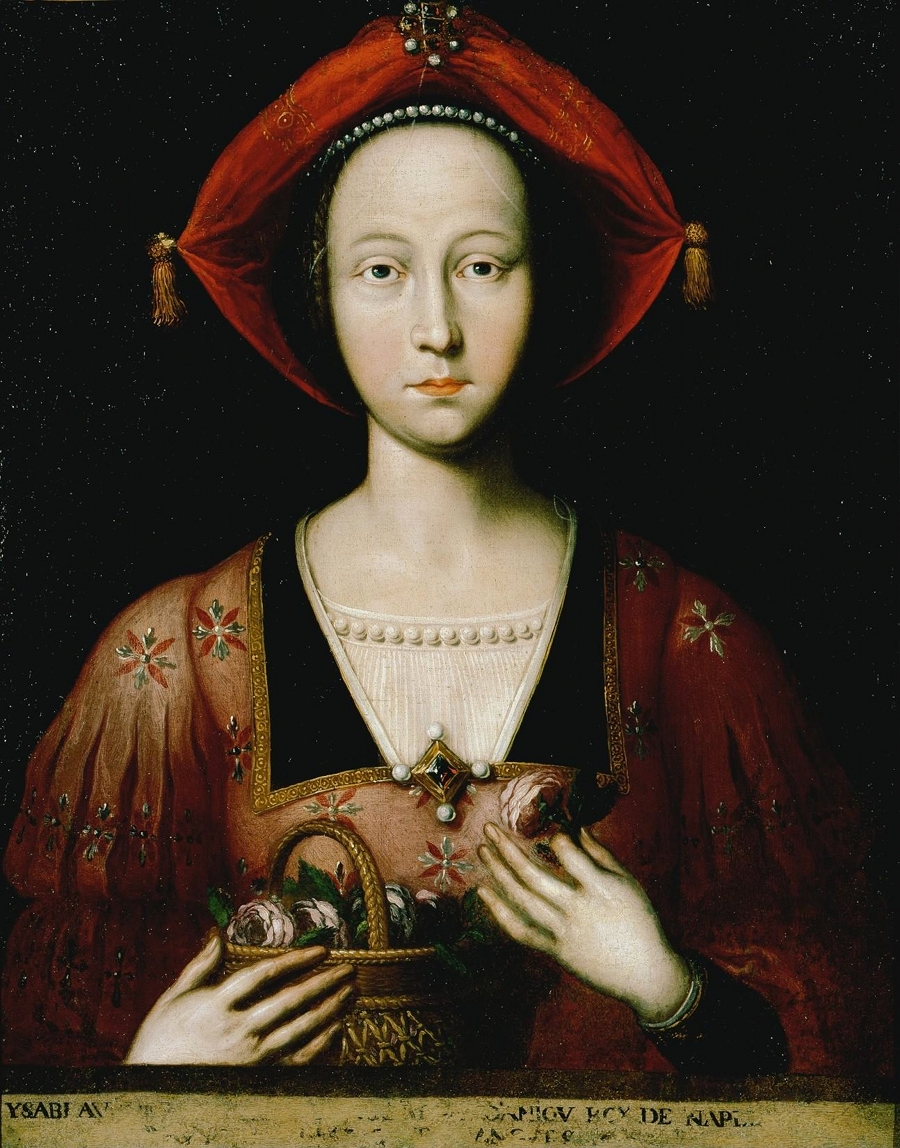
Isabel de Lorena, reina de Nápoles

- Isabel, duquesa de Lorena, y reina consorte de Nápoles. Gobernó junto con su esposo Renato I de Anjou. Le sucedió su hijo:
  - Juan de Anjou , "Juan II de Lorena" (1425 † 1470), duque de Lorena y rey titular de Nápoles. Casó con María de Borbón, hija del duque Carlos I de Borbón. Le sucedió su hijo:
    - Nicolás de Anjou, "Nicolás I de Lorena" (1448 – 1473). Le sucedió su tía:

  - Yolanda de Anjou (2 de noviembre de 1428 † 23 de marzo de 1483), hija de Isabel de Lorena. Casada en 1445 con su primo Federico II de Lorena, conde de Vaudémont y padres de Renato II de Lorena. Le sucedió su hijo:

### Duques de Lorena (Rama Vaudemont)

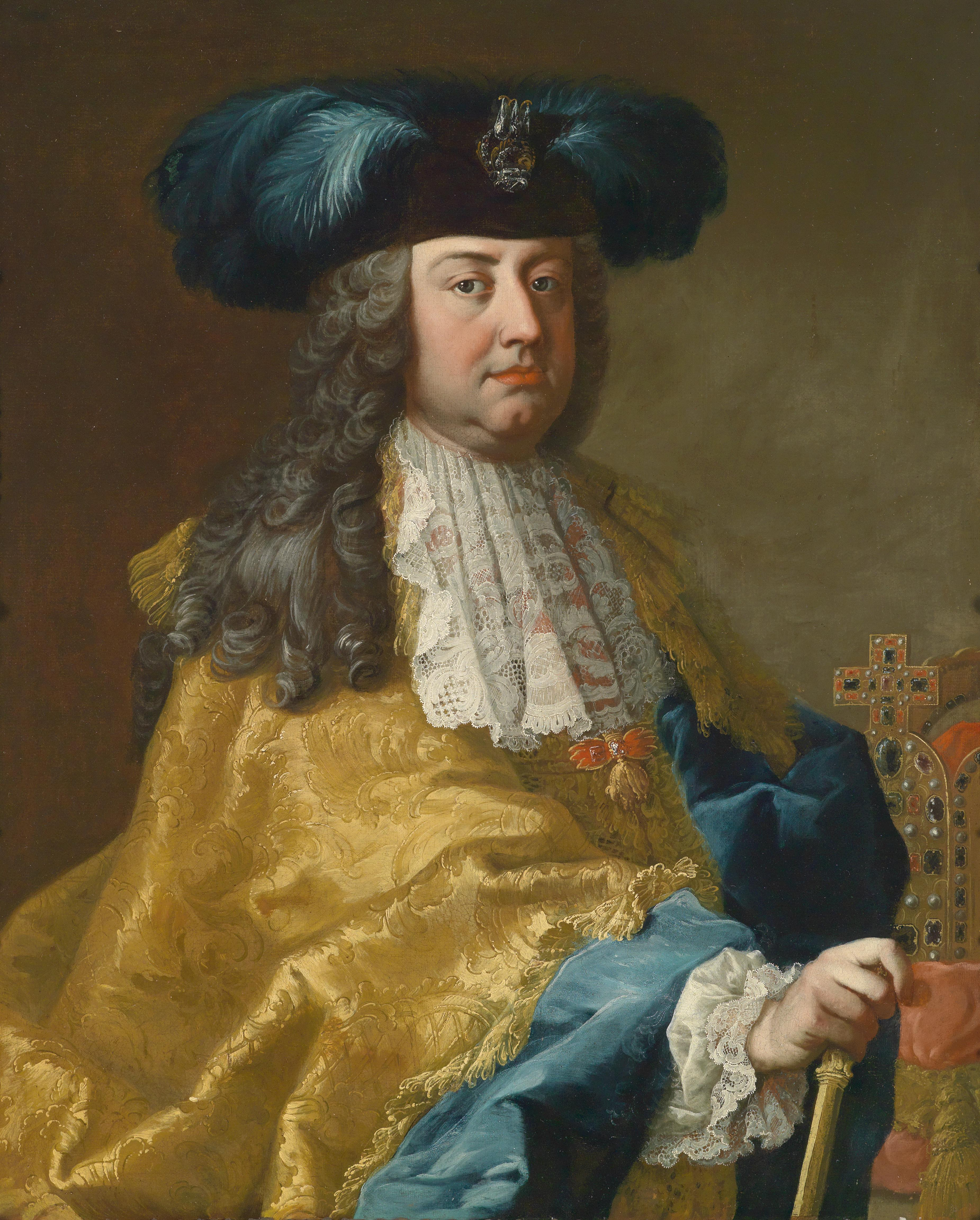
Francisco III de Lorena, Emperador del Sacro imperio Romano

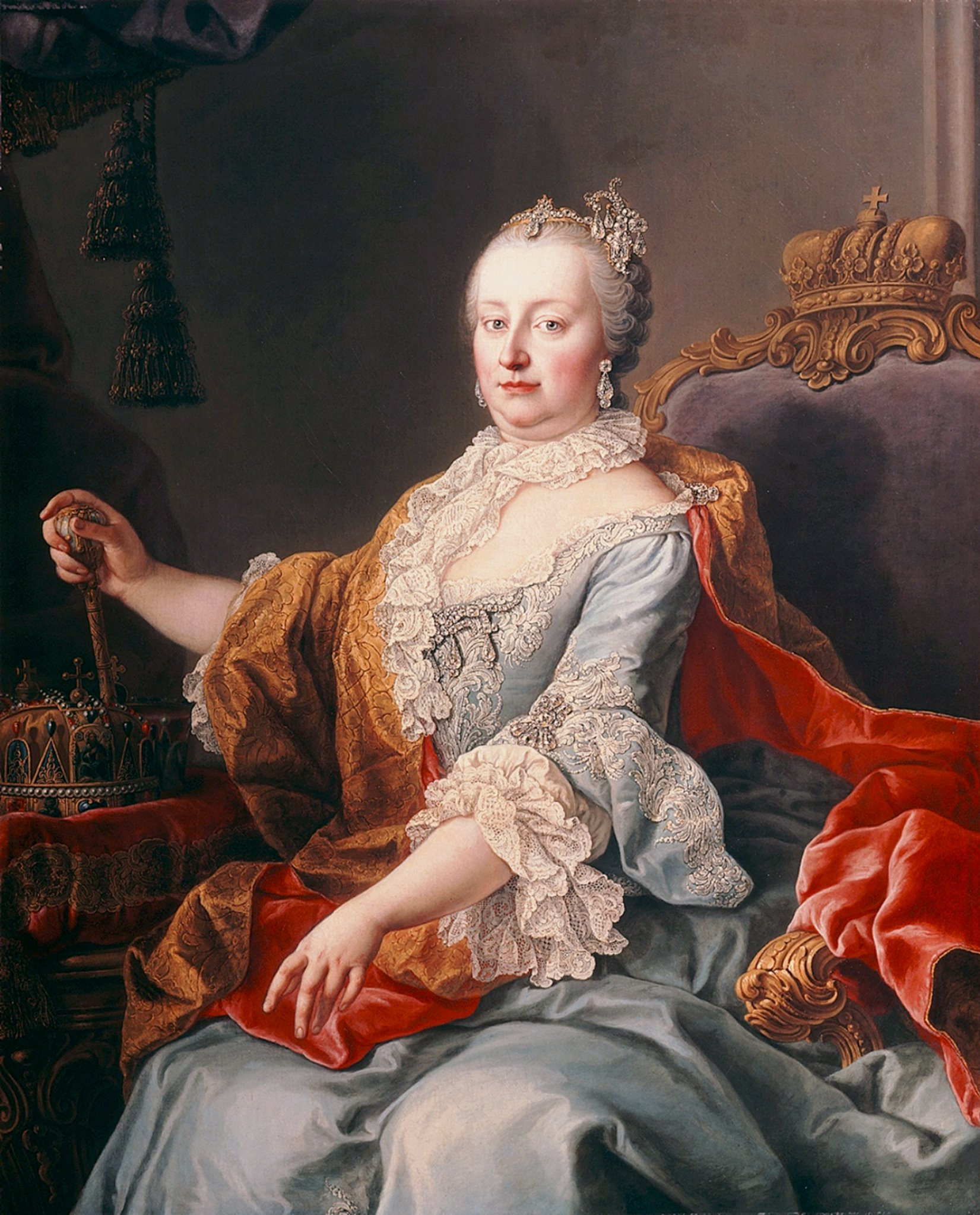
María Teresa I de Austria

- Renato II, duque de Lorena (1473-1508) y duque de Bar (1483-1508). Casó con Felipa de Güeldres. Su hijo Claudio será el fundador de la rama francesa: la Casa de Guisa. Le sucedió su hijo:
- Antonio, duque de Lorena y de Bar (1508-1544). Casó con Renata de Borbón. Le sucedió su hijo:
- Francisco I, duque de Lorena y de Bar (1544-1545). Casó con Cristina de Dinamarca. Le sucedió su hijo:
- Carlos III, duque de Lorena (1545-1608). Casó con Claudia de Francia. Le sucedió su hijo:
- Enrique II, duque de Lorena (1608-1624). Casó con Margarita de Mantua. Le sucedió su hija:
- Nicole de Lorena (1608–1657), duquesa de Lorena, se casó con el duque Carlos IV de Lorena. En noviembre de 1625, el conde Francisco de Vaudémont, sobre la base de la 'voluntad' de René II, reivindicó el ducado. Los Estados Generales de Lorena estimaron su legítima petición y Francisco se convirtió en duque el 21 de noviembre de 1625. Cinco días después, abdicó en favor de su hijo, quien se convirtió en el duque Carlos IV.
- Francisco II duque de Lorena y conde de Vaudémont (21 de noviembre de 1625[1] -26 de noviembre de 1625[2]). Hijo de Carlos III, hermano de Enrique II, marido de Cristina de Salm y padre de Carlos IV en el que abdicó:
- Carlos IV, duque de Lorena[3][4] (1624-1625), (1625-1634), (2 de abril[5] de 1641-15 de agosto[6] /octubre[7] de 1641), (1659[8] 1670). Duque titular de Lorena (1634-1641), (1641-1659), (1670-1675), (1670-1697). Le sucedió su hermano:
- Nicolás II, duque de Lorena (19 de enero de 1634[9][10] -1 de abril de 1634[11]). Casó con Claudia de Lorena. Le sucedió su hijo:
- Carlos V, duque titular de Lorena y de Bar (1675-1690). Casó con la Archiduquesa Leonor de Austria. Le sucedió su hijo:
- Leopoldo I, duque titular de Lorena y de Bar (1690-1697), duque de Lorena y de Bar (1697-1729). Casó con Isabel Carlota de Borbón-Orleans. Le sucedió su hijo:
- Francisco III, duque de Lorena (1729-1737). Emperador del Sacro Imperio Romano Germánico (1745 - 1765) y Gran Duque de Toscana (1737–1765). Casó con María Teresa I de Austria

## Casa de Habsburgo‑Lorena

Armas de la Casa de Habsburgo-Lorena.

Debido a la incapacidad Carlos VI de producir un hijo varón y heredero, la Pragmática Sanción de 1713 dejó el trono a la hija nacida de su matrimonio con Isabel Cristina de Brunswick, María Teresa de Austria. En 1736, el emperador arregló la boda de la archiduquesa con Francisco de Lorena, quien estuvo de acuerdo en intercambiar sus territorios heredados por el Gran Ducado de Toscana (así como el Ducado de Teschen).
El 20 de octubre de 1740 moría Carlos VI dejando a su hija María Teresa, dando origen a la guerra de sucesión austriaca. María Teresa, último miembro de la Casa de Habsburgo se casó con Francisco Esteban de Lorena, Duque de Lorena, ambos bisnietos del Emperador Habsburgo Fernando III, pero desde diferentes emperatrices. De esta unión surge la Casa de  Habsburgo-Lorena. Se especula a menudo que los matrimonios consanguíneos entre ambas líneas contribuyeron a su extinción, pero hubo pocos matrimonios de este tipo en la línea austríaca. La muerte de las jóvenes herederas por viruela fue la causa.

### Emperadores de la Casa de Habsburgo‑Lorena

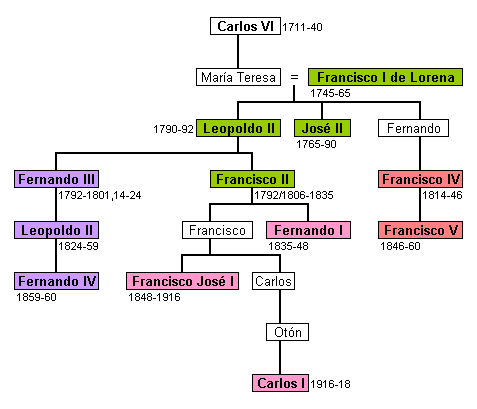
Árbol genealógico de los Habsburgo-Lorena: emperadores germánicos (en verde), grandes duques de Toscana (en morado), duques de Módena (en rojo), emperadores de Austria (en rosa). Carlos VI fue el último emperador de la casa de Habsburgo (ver árbol genealógico). Francisco I y Leopoldo II (como Leopoldo I) fueron también grandes duques de Toscana. El emperador germánico Francisco II se convirtió en 1806 en el primer emperador de Austria como Francisco I.

#### Emperadores del Sacro Imperio Romano Germánico, Archiduques de Austria
- José II, archiduque de Austria (1780-1790), rey de romanos (1764-1765) y después emperador (1765-1790).
- Leopoldo VII, archiduque de Austria y emperador (1790-1792).
- Francisco I, archiduque de Austria y emperador (1792-1806).

La Casa de Habsburgo-Lorena conservó Austria y las posesiones adjuntas después de la disolución del Sacro Imperio Romano Germánico.
Un hijo de Leopoldo II fue Rainiero de Austria, cuya mujer era de la Casa de Saboya; una hija Adelaida, Reina de Cerdeña, fue la mujer del Rey Víctor Manuel II de Piamonte, Saboya y Cerdeña y Rey de Italia. Sus hijos se casaron en las Casas Reales de Bonaparte; Sajonia-Coburgo-Gotha {Braganza {Portugal}}; Casa de Saboya {España} y los ducados de Montferrat y Chablis.

#### Emperadores de Austria, Archiduques de Austria

El escudo del Imperio austríaco (desde 1815).

- Francisco I, emperador de Austria (1804-1835): fue Francisco II, Emperador del Sacro Imperio Romano Germánico.
- Fernando I, emperador de Austria (1835-1848).
- Francisco José, emperador de Austria (1848-1916).
- Carlos I, emperador de Austria (1916-1918). Murió en el exilio en 1922. Su mujer era de la Casa Real de Borbón.

Jefes de la Casa de Habsburgo-Lorena (post-monarquía). Carlos I fue expulsado de sus dominios después de la Primera Guerra Mundial y el imperio fue abolido.
- Carlos I (1918-1922).
- Otón de Habsburgo, Otón I (1912-2011).
- Zita de Borbón-Parma, guardiana (1922-1930).
- Carlos de Habsburgo-Lorena, Carlos II, quien obtuvo 2007 sus derechos dinásticos por abdicación de Otón.

### Reyes de Hungría
El reino de Hungría permaneció en la familia de los Habsburgo durante siglos; pero como el reino no fue estrictamente heredado (Hungría era una monarquía electiva hasta 1687) y fue a veces usado como un terreno de entrenamiento para los jóvenes Habsburgo, las fechas de gobierno no siempre encajan con las de las posesiones principales de los Habsburgo. Por eso, los reyes de Hungría están listados de forma separada.

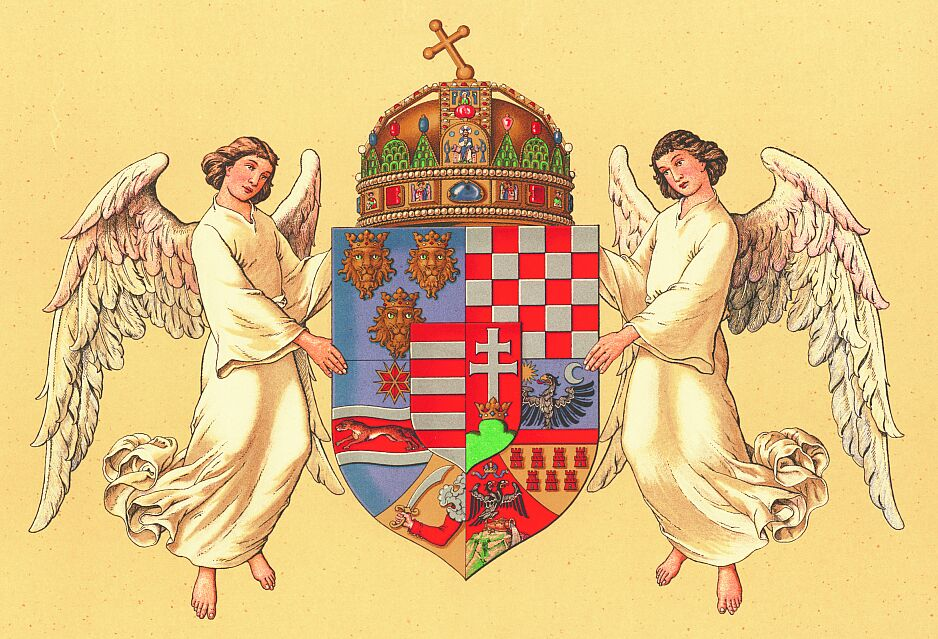
Escudo del reino de Hungría

#### Casa de Habsburgo-Lorena: reyes de Hungría
- María Teresa, reina de Hungría (1740-1780).
- José II, rey de Hungría (1780-1790).
- Leopoldo II, rey de Hungría (1790-1792).
- Francisco, rey de Hungría (1792-1835).
- Fernando V, rey de Hungría (1835-1848).
- Francisco José I, rey de Hungría (1848-1916).
- Carlos IV, rey de Hungría (1916-1918).

### Reyes de Bohemia

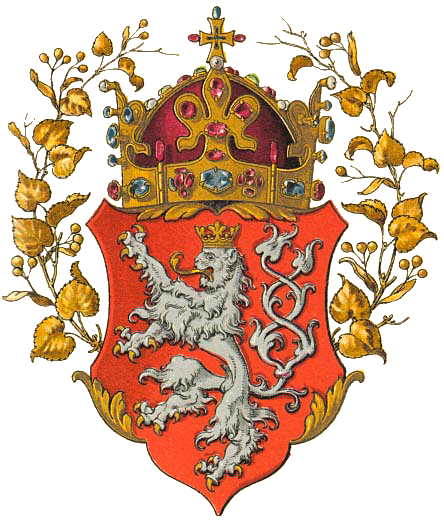
Escudo del reino de Bohemia

El reino de Bohemia fue durante siglos una posición elegida por sus nobles. Como resultado, no era una posición automáticamente heredada. El rey de Bohemia tendía a ser un Habsburgo, pero no siempre. Así, los reyes de Bohemia y sus fechas de gobierno están listadas de forma separada.

#### Casa de Habsburgo-Lorena: reyes de Bohemia
Desde la ascensión de María Teresa, el reino de Bohemia se unió con las posesiones austríacas.
- María Teresa, reina de Bohemia (1740-1780).
- José II, rey de Bohemia (1780-1790).
- Leopoldo II, rey de Bohemia (1790-1792).
- Francisco, rey de Bohemia (1792-1835).
- Fernando V, rey de Bohemia (1835-1848).
- Francisco José I, rey de Bohemia (1848-1916).
- Carlos III, rey de Bohemia (1916-1918).

### Ramas menores soberanas de la Casa de Habsburgo-Lorena

#### Casa de Austria-Toscana:Grandes duques de Toscana

Armas de la Casa de Austria-Toscana

- Francisco II Esteban (1737-1765) (más tarde Francisco I, Emperador del Sacro Imperio Romano Germánico).

Francisco II asignó el gran ducado de Toscana a su segundo hijo Pedro Leopoldo, que a su vez lo asignó a su segundo hijo después de su ascensión como Emperador del Sacro Imperio Romano Germánico. Toscana permaneció como dominio de esta rama de cadetes de la familia hasta la unificación de Italia.
- Pedro Leopoldo (1765-1790) (más tarde Leopoldo II, Emperador del Sacro Imperio Romano Germánico).
- Fernando III (1790-1800, 1814-1824).
- Leopoldo II (1824-1849, 1849-1859).
- Fernando IV (1859-1860).

##### Casa de Austria-Toscana: post-monarquía
- Fernando IV, Gran duque titular de Toscana (1860-1908).
- Pedro Fernando de Austria-Toscana, Gran duque titular de Toscana (1908-1948).
- Godofredo de Austria-Toscana, Gran duque titular de Toscana (1948-1984).
- Leopoldo Francisco de Austria-Toscana, Gran duque titular de Toscana(1948-1993).
- Segismundo de Austria-Toscana, Gran duque titular de Toscana (1993-presente).

#### La Casa de Austria-Este:Duques de Módena y Reggio

Armas de la Casa de Austria-Este

El ducado de Módena fue asignado a una rama menor de la familia por el Congreso de Viena. Se perdió con la unificación de Italia.
- Francisco IV (1814-1831, 1831-1846).
- Francisco V (1846-1848, 1849-1859).

##### Casa de Austria-Este: post monarquía
- Francisco V (1859-1875).
- Francisco Fernando, Príncipe heredero de Austria (1875-1914).
- Carlos I de Austria (1914-1917).
- Roberto de Austria-Este, Duque titular de Módena y Reggio (1917-1996).
- Lorenzo de Austria-Este, Duque titular de Módena y Reggio (1996-presente).

#### Casa de Habsburgo-Lorena: Duquesa de Parma
El ducado de Parma fue asimismo asignado a un Habsburgo, pero no estuvo en la Casa mucho tiempo antes de sucumbir a la unificación de Italia. Fue otorgado a la segunda mujer de Napoleón Bonaparte, María Luisa Duquesa de Parma, una hija de Francisco II, Emperador del Sacro Imperio Romano Germánico, que era la madre de Napoleón II de Francia. Napoleón se había divorciado de su estéril esposa Rose de Tascher de la Pagerie (más conocida en la historia como Josefina de Beauharnais) en favor de María Luisa.
- María Luisa (1814-1847).

#### Casa de Habsburgo-Lorena: Emperador de México

Escudo de Armas del Segundo Imperio Mexicano.

Maximiliano, hermano del emperador de Austria Francisco José, fue convencido por una delegación mexicana del partido conservador, la Iglesia Católica y Napoleón III para asumir el trono de México. El Imperio Mexicano terminó en una derrota militar por el partido liberal, ya que el apoyo militar francés fue retirado antes de tiempo por problemas internos que tuvo el emperador de Francia, aunado a las derrotas que los mexicanos liberales (apoyándose con armamento norteamericano) le causaban al ejército francés. Maximiliano fue fusilado por las tropas republicanas de Benito Juárez en el «Cerro de las Campanas» en Querétaro en 1867.
- Maximiliano I (1864-1867).

### Ramas menores no soberanas de la Casa de Habsburgo-Lorena

#### Casa de Austria-Teschen: Duques de Teschen

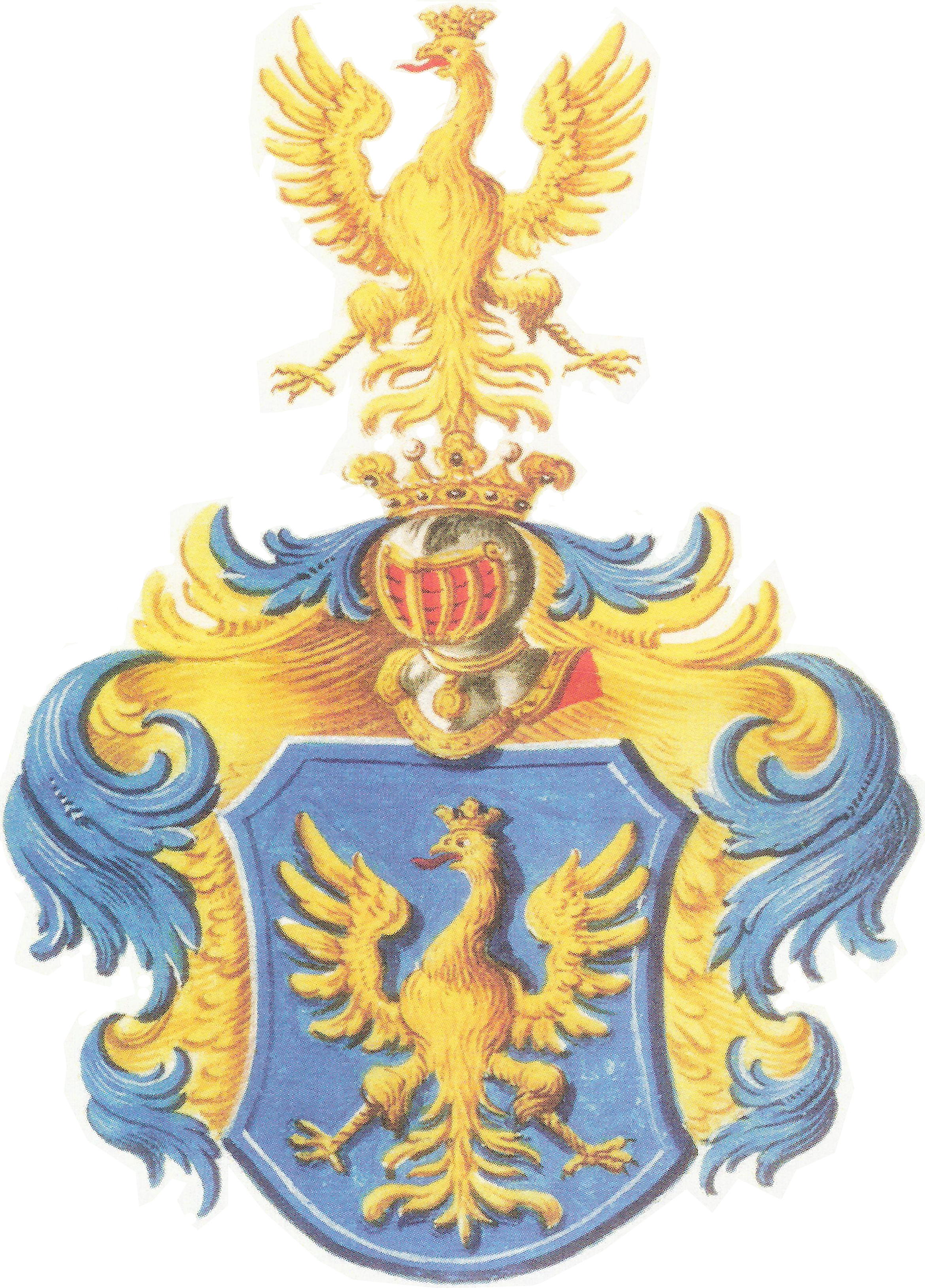
Escudo del Ducado de Teschen

El ducado de Teschen fue sucedido por Carlos de Austria-Teschen, hijo de Leopoldo II y de María Luisa de Borbón, comandante en jefe del ejército austriaco durante las guerras napoleónicas.
- Carlos de Austria-Teschen, Duque de Teschen.(1771-1847).
- Alberto de Austria-Teschen, Duque de Teschen.(1847-1895).
- Federico de Austria-Teschen, Duque de Teschen. (1895-1918).

##### Casa de Austria-Teschen: post monarquía
- Federico de Austria-Teschen, Duque titular de Teschen.(1918-1936).
- Francisco Alberto de Austria-Teschen, Duque titular de Teschen. (1946-1955).

#### Casa de Hohenberg

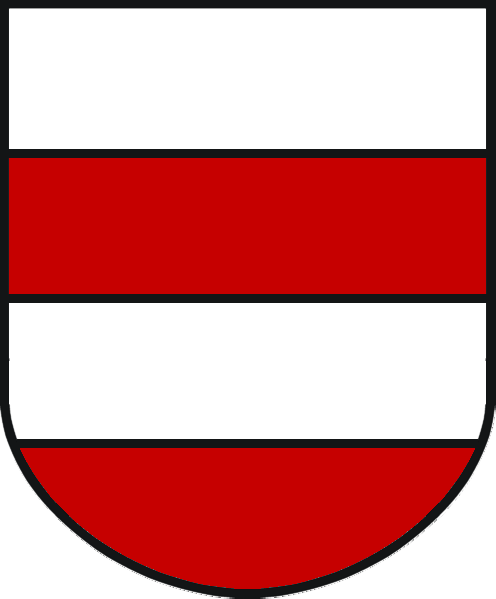
Escudo duques de Hohenberg

La Casa Ducal de Hohenberg desciende de la condesa Sophie Chotek (1868-1914), que en 1900 se casó con el archiduque Francisco Fernando de Austria-Este (1863-1914), el heredero al trono de Austria-Hungría. Como su matrimonio era morganático , ninguno de sus hijos estaba en la línea de sucesión al trono austro-húngaro por los que a su muerte el archiduque Carlos, luego Carlos I, heredaría el trono. Representan la línea agnática superior de la Casa de Habsburgo-Lorena.
- Sophie, Duquesa de Hohenberg (1868-1914), anteriormente princesa de Hohenberg desde el momento de su matrimonio en 1900.

- Maximiliano de Hohenberg, Duque de Hohenberg (1902-1918).

##### Casa de Hohenberg: post-monarquía
- Maximiliano de Hohenberg, Duque titular de Hohenberg(1918-1962).
- Franz de Hohenberg, Duque titular de Hohenberg (1927-1977).
- Georg de Hohenberg, Duque titular de Hohenberg (1929-2019).
- Nikolaus de Hohenberg, Duque titular de Hohenberg (nacido en 1961).

## Títulos de la Casa de Lorena

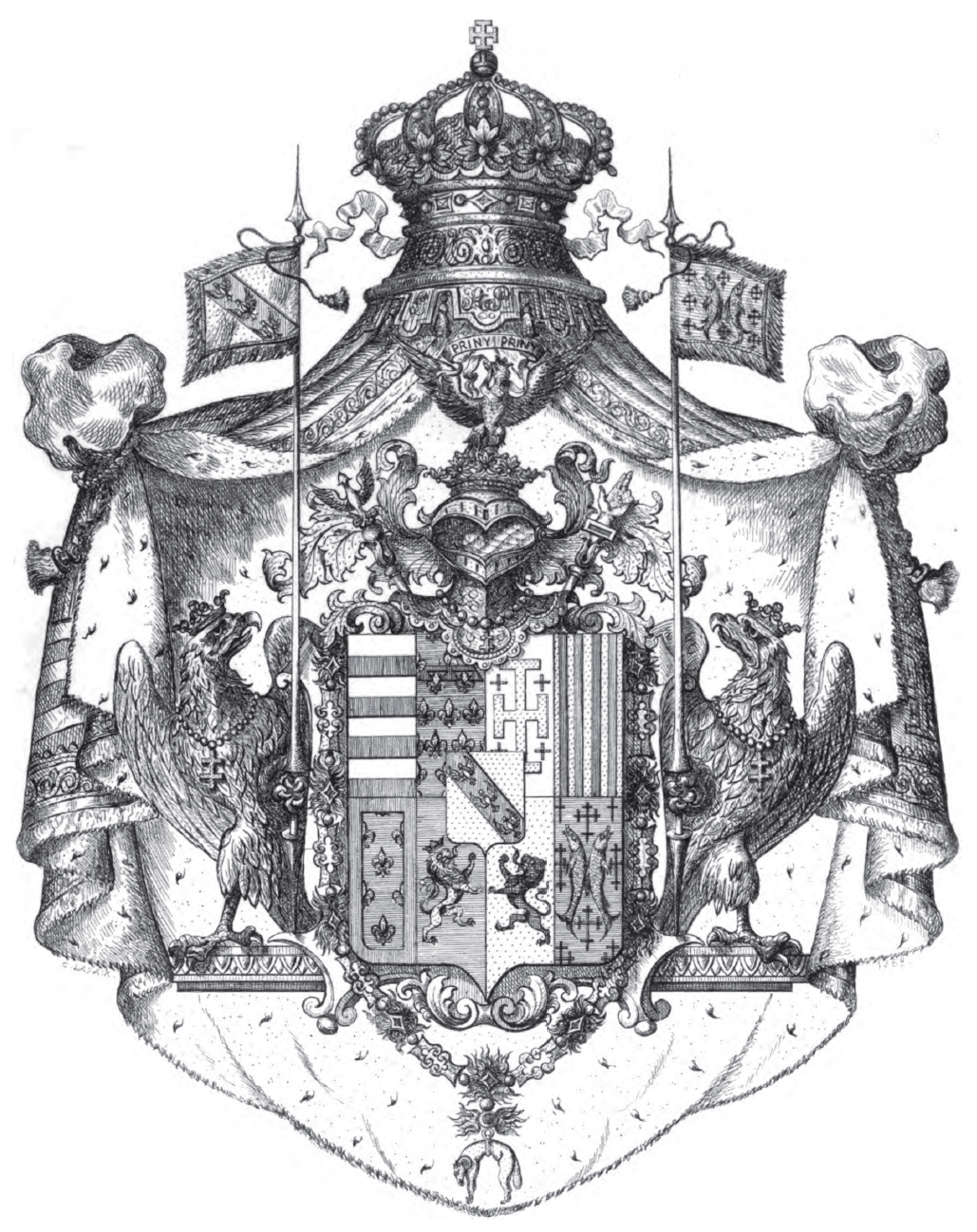
Armas de los Duques de Lorena

- Ducados: Duque de Bar, Duque de Lorena, Duque de Mercoeur,

- Condados: Conde de Alsacia,  Conde de Autigny, Conde de Blieskastel, Conde de Chatenois, Conde de Flandes, conde de Metz,  Conde de Lambesc, Conde de Toul, Conde de Vaudemont.

- Señoríos: Señor de Aubenton, Señor de Beauregard, Señor de Bitche, Señor de Blainville, Señor de Bauffremont, Señor de Brémoncourt, Señor de Boves, Señor de Darney, Señor de Floranges, Señor de Florennes, Señor de Gerbéviller, Señor de Joinville, Señor de Martigny, Señor de Plombiéres, Señor de Romont, Señor de Rumigny.

## Títulos la Casa de Habsburgo-Lorena

El escudo mediano de la parte austríaca del Imperio (desde 1867 a 1915).

- Emperador del Sacro Imperio Romano
- Emperador de Austria
- Emperador de México
- Rey de Hungría
- Rey de Bohemia
- Rey de Galitzia y Lodomeria
- Rey de Lombardía-Venecia
- Archiduque de Austria
- Gran Duque de Toscana
- Duque de Brabante
- Duque de Lorena
- Duque de Milán
- Duque de Luxemburgo
- Príncipe de Estiria
- Conde de Flandes

### Títulos de la Casa de Austria-Toscana
- Gran duque de Toscana
- Archiduque de Austria-Toscana

### Títulos de la Casa de Austria-Teschen
- Duque de Teschen
- Archiduque de Austria-Teschen

### Títulos de la Casa de Austria-Este
- Duque de Módena
- Duque de Carrara
- Duque de Massa
- Duque de Reggio
- Archiduque de Austria-Este